# Davit Hakobyan
Davit Hakobyan (Guiumri, 21 de março de 1993) é um futebolista armênio que atua como meia e participou da equipe nacional da Armênia.

## Carreira
Hakobyan fez sua estreia internacional pela Armênia em 1 de junho de 2016, chegando como substituto aos 73 minutos do Tigran Barseghyan em um amistoso contra o El Salvador , que terminou em 4 a 0.  Ele fez sua primeira aparição competitiva em 11 de outubro de 2016, entrando como substituto no minuto 85 para Marcos Pizzelli em uma partida de qualificação para a Copa do Mundo da FIFA 2018 contra a Polônia, que terminou como uma perda de 1 a 2 fora.

## Títulos
- Campeonato Armênio de Futebol 2012-13
- Taça da Armênia
- Supercopa da Armênia

## Estatísticas de carreira

### Internacional
A partir de 11 de outubro de 2016
| Armênia | Armênia | Armênia   |
| Ano     | Apps    | Objetivos |
| ------- | ------- | --------- |
| 2016    | 3       | 0         |
| Total   | 3       | 0         |